# Rio Bonito do Iguaçu
Rio Bonito do Iguaçu este un oraș în Paraná (PR), Brazilia.